# Musée du transport et de la technologie
Le Museum of Transport and Technology (en français « musée du transport et de la technologie ») est un musée scientifique situé à Auckland, en Nouvelle-Zélande. Créé en 1964, c'est le plus grand musée scientifique de la Nouvelle-Zélande. Le musée se trouve dans le parc Western Springs près du parc zoologique d'Auckland.